# Stefan Brzózka
Stefan Brzózka (ur. 5 października 1931 w Radomsku, zm. 7 stycznia 2023 w Częstochowie) – polski szachista, arcymistrz w grze korespondencyjnej.

## Kariera szachowa
Niemal całe życie spędził w Częstochowie. W 1953 r. po raz pierwszy wystąpił w finale mistrzostw Polski, rozegranym w Krakowie. Do 1966 r. w finałowych turniejach zagrał 11 razy, największy sukces odnosząc podczas mistrzostw w 1963 r. w Głuchołazach, w którym zajął III miejsce. W 1958 r. wystąpił w narodowej drużynie na szachowej olimpiadzie w Monachium (na VI szachownicy uzyskał 4½ pkt w 9 partiach).
W 1967 r. wycofał się z gry turniejowej, poświęcając się rozgrywkom korespondencyjnym (w 1966 r. zdobył tytuł indywidualnego mistrza Polski w szachach korespondencyjnych). Osiągnął znaczące sukcesy (był m.in. uczestnikiem XVI finału indywidualnych mistrzostw świata). W 1985 r. jako pierwszy polski zawodnik otrzymał tytuł arcymistrza gry korespondencyjnej.
Stefan Brzózka został pochowany 14 stycznia 2023 r. na Cmentarzu Komunalnym w Częstochowie.